# Луже (Шенчур)
Луже (словен. Luže) — поселення в общині Шенчур, Горенський регіон, Словенія. Висота над рівнем моря: 428,8 м.